# Kapela Blažene Djevice Marije od Puta na Bliznecu
Kapela Blažene Djevice Marije od Puta katolička je kapela koja se nalazi u zagrebačkoj četvrti Podsljeme, uz potok Bliznec, u prizemlju Javne ustanove Park prirode Medvednica. Idejni je začetnik uređenja kapele šumarski stručnjak Herbert Krauthacker, a kapela se na ovom mjestu nalazi od 1993. godine. 

## Povijest i arhitektura
Na završetku 800-metarske poučne Šumske staze Bliznec, uz potok Bliznec, kod uspona ceste na Medvednicu nalazi se Upravna zgrada Parka prirode Medvednica. U njenom je prizemlju 1993. godine otvorena kapelica Gospi od Puta.
Kapela Gospe od Puta smještena je u otvorenom prostoru koji nalikuje manjoj špilji. U njenoj se unutrašnjosti nalazi drveni kip Majke Božje te njena slika s Djetetom Isusom. Slika je kopija slike »Madonna della strada« koja se nalazi u Crkvi Gesù u Rimu. U kapeli se još nalaze molitveno klecalo, polica za svijeće te tekstovi sa zahvalama Bogorodici, tekst »Himna života« sv. Majke Terezije i riječi pjesme »K suncu prosi« Dragutina Domjanića.

## Galerija
- Pogled na ulaz u kapelu
- Kapela je uređeni prizemni dio Javne ustanove 'Parka prirode Medvednica'
- Unutrašnjost kapele
- Unutrašnjost kapele